# Nordmakedonien vid världsmästerskapen i friidrott 2022
Nordmakedonien tävlade vid världsmästerskapen i friidrott 2022 i Eugene i USA mellan den 15 och 24 juli 2022. Nordmakedonien hade en trupp på en idrottare.

## Resultat

### Damer
Gång- och löpgrenar
| Idrottare           | Gren    | Final    | Final     |
| Idrottare           | Gren    | Resultat | Placering |
| ------------------- | ------- | -------- | --------- |
| Adrijana Pop Arsova | Maraton | 2:41.20  | 28        |